# Júlio César Coelho Moraes Júnior
Julio César Coelho Moraes Júnior (São Paulo, 15 de junho de 1982) é um ex-futebolista brasileiro que atuava como lateral-esquerdo. Ele é filho do César, ex-atacante do Palmeiras e do Vasco.
Julio César ganhou destaque no futebol carioca por ser um dos poucos jogadores que defenderam os 4 grandes clubes do Rio de Janeiro.

## Carreira

### Flamengo
Na época em que jogava no Flamengo, teve que trocar seu nome para Júlio Moraes, isso por que já havia outro Júlio César no elenco, o goleiro Júlio César, ex jogador de futebol.

### Goiás
No Goiás o jogador recebeu o prêmio de melhor lateral do Brasileirão de 2009.
Fez parte do grande time que tinha no elenco Paulo Baier e Iarlei.

### Grêmio
Em 12 de agosto de 2011 o Grêmio anunciou a contratação do jogador, por empréstimo, até o final de 2014.
Julio Cesar foi dispensando pela diretoria gremista. O treinador Oswaldo de Oliveira indicou Julio Cesar para o Flamengo, na época que treinava a equipe rubro-negra.

### Botafogo
Ao chegar no Botafogo, indicado pelo então técnico do time, Oswaldo de Oliveira, ele foi logo ganhando seu espaço. Garantiu sua titularidade, que hoje é absoluta, no jogo contra o Flamengo, pela semi-final da Taça Guanabara 2013, quando fez um gol logo aos 2 minutos de jogo, foi consistente a partida inteira, e colocou o time na final, que veio a ser campeão diante do Vasco na final. Em seguida, conquistou mais um título de forma invicta e 100% de aproveitamento, o da Taça Rio 2013, derrotando o Fluminense, assim sendo Campeão Carioca 2013. No dia 3 de outubro de 2014 teve seu contrato rescindido com o Botafogo devido divergências com a diretoria.

### Vasco
Após deixar o Botafogo, Júlio César acertou com o Vasco da Gama para disputa do campeonato Brasileiro.

### Boavista
Foi emprestado ao Boavista em 27 de junho de 2017 até o final de 2017. No final da Copa Rio, no qual sagrou-se campeão, Júlio César assinou em definitivo com o Verdão de Saquarema para o Carioca de 2018.

### Aposentadoria
No dia 6 de novembro de 2018, Júlio César, aos 36 anos, anunciou sua aposentadoria dos gramados. Ele será auxiliar-técnico no próprio Boavista, para o Carioca de 2019.

## Títulos
Flamengo
- Taça Guanabara: 2004
- Campeonato Carioca: 2004

Cruzeiro
- Campeonato Mineiro: 2006

Goiás
- Campeonato Goiano: 2009

Fluminense
- Campeonato Brasileiro: 2010

Botafogo
- Taça Guanabara: 2013
- Taça Rio: 2013
- Campeonato Carioca: 2013

Vasco
- Taça Guanabara: 2016
- Campeonato Carioca: 2016

Boavista
- Copa Rio: 2017

### Prêmios
- Seleção do Campeonato Brasileiro: 2009